# Максимилиан III Йозеф (Бавария)
Максимилиан III Йозеф, „Многообичания“ или Макс III Йозеф (на немски: Maximilian III. Joseph Karl Johann Leopold Ferdinand Nepomuk Alexander von Bayern; Max III. Joseph; * 28 март 1727, Мюнхен; † 30 декември 1777, Мюнхен) от княжеския род Вителсбахи, е курфюрст на Бавария от 20 януари 1745 до смъртта си.

## Произход и образование
Син е на император Карл VII Албрехт († 20 януари 1745) и ерцхерцогиня Мария-Амалия Хабсбург-Австрийска († 11 декември 1756). Следва в Инголщатския университет.

## Управление

### Начало на управлението
След смъртта на баща си осемнадесетгодишният Максимилиан поема управлението на Бавария. Три месеца след началото на управлението си Максимилиан III Йозеф сключва съюз с Мария Тереза, като по този начин отказва всички претенции на баща си, Карл VII, към Хабсбургите, предявени по време на Войната за австрийското наследство.

### Брак
Максимилиан III се жени на 9 юли 1747 г. в Мюнхен за принцеса Мария Анна Саксонска (1728 – 1797), дъщеря на крал Август III от Полша и неговата съпруга ерцхерцогиня Мария Йозефа от Австрия. Двамата нямат деца.

### Вътрешна политика
През 1747 г. Максимилиан III основава Нюрнбергската порцеланова манифактура. Той е музикален и композира и заради разходите отказва да назначи Моцарт.
През 1751 г. е обнародван Максимилиановият наказателен кодекс (Codex Maximilianeus Juris Criminalis), който кодифицира наказанията, поставя бариера пред произвола и който в духа на Просвещението въвежда правосъдие на принципа на равенството. Премахнати са и някои практики като обезглавяването и разчленяването на телата на изтезаваните, но са въведени много строги наказания като обесване за крадците и изтезания и клада за извършване на светотатства, богохулства и магьосничества. Максимилиан III Йозеф въвежда данък върху богатството на абатствата и прави първи стъпки към контролирането на църквата.
През 1759 г. е създадена Баварската академия на науките, а от 1771 г. се провежда училищна реформа, въвеждаща задължителното ходене на училище.

### Външна политика
Максимилиан III Йозеф се отказва и от намеренията на предците си да направи Бавария велика сила и запазва неутралитет по време на Седемгодишната война. Осигуряването на дългогодишен мир донася на владетеля прозвището „Многообичания“.

### Смърт и наследство
През 1777 г. Максимилиан III умира от едра шарка и е погребан в Театинската църква в Мюнхен. С него измира баварската линия на Вителсбахите. След кратка наследствена Война за баварското наследство, негов наследник става Карл II Теодор от Пфалцската линия на Вителсбахите.